# 国立鲁昂应用科学学院
国立鲁昂应用科学学院（法語：INSA Rouen）是INSA集团的第四所工程师大学校，坐落于上诺曼底大区的首府鲁昂。目前在校的工程师专业学生1380人，教职员工300人，其中150人从事教学及科研工作。